# Méthoxétamine
Ne doit pas être confondu avec Méthoxanine.
La méthoxétamine, connue également sous les noms de MXE ou 3-MeO-2-Oxo-PCE, est un produit chimique de la classe des  arylcyclohexylamines qui a été notifiée comme une nouvelle substance psychoactive en 2010 et comme une drogue de synthèse (voir l'article Nouveau produit de synthèse) . Il s'agit d'un dérivé de la kétamine qui contient également des caractéristiques structurelles de l'éticyclidine et du 3-MeO-PCP. La méthoxétamine est suspectée de se comporter comme un antagoniste des récepteurs NMDA et un inhibiteur de la recapture de la sérotonine et de la noradrénaline, bien qu'elle n'ait pas été formellement étudiée du point de vue pharmacologique.

## Émergence
La méthoxétamine diffère de beaucoup d'autres anesthésiques dissociatifs de la classe des arylcyclohexylamines en ce sens qu'elle a été conçue pour le marché gris de la distribution. La méthoxétamine est un produit de conception de médicament relationnelle. Son groupe N-éthyl a été choisi pour augmenter sa puissance. L'Observatoire européen des drogues et des toxicomanies a identifié la méthoxétamine pour la première fois en novembre 2010. En juillet 2011, il avait identifié 58 sites de vente du composé, pour un coût de 145–195 euros pour 10 grammes.

## Effets
La méthoxétamine est signalée comme ayant les mêmes effets désirables et indésirables que la kétamine, même si certains utilisateurs ont rapporté que les effets indésirables durent plus longtemps que pour la kétamine. On ne sait rien au sujet de la toxicité potentielle de ce produit, mais des usagers ont été hospitalisés aux États-Unis et Royaume-Uni après l'avoir utilisé à des fins récréatives. Il a été commercialisé comme moins nocif pour la vessie, relativement aux dommages associés à l'utilisation chronique de kétamine, mais des recherches scientifiques plus approfondies sont nécessaires afin de déterminer si c'est le cas,. Selon les informations limitées disponibles sur la base de rapports d'utilisateurs sur les forums de discussion sur Internet, les toxicologues ont déclaré qu'il a « le potentiel d'être associé à des effets nocifs aigus significatifs / toxiques s'il est utilisé comme drogue récréative. »

## Statut juridique

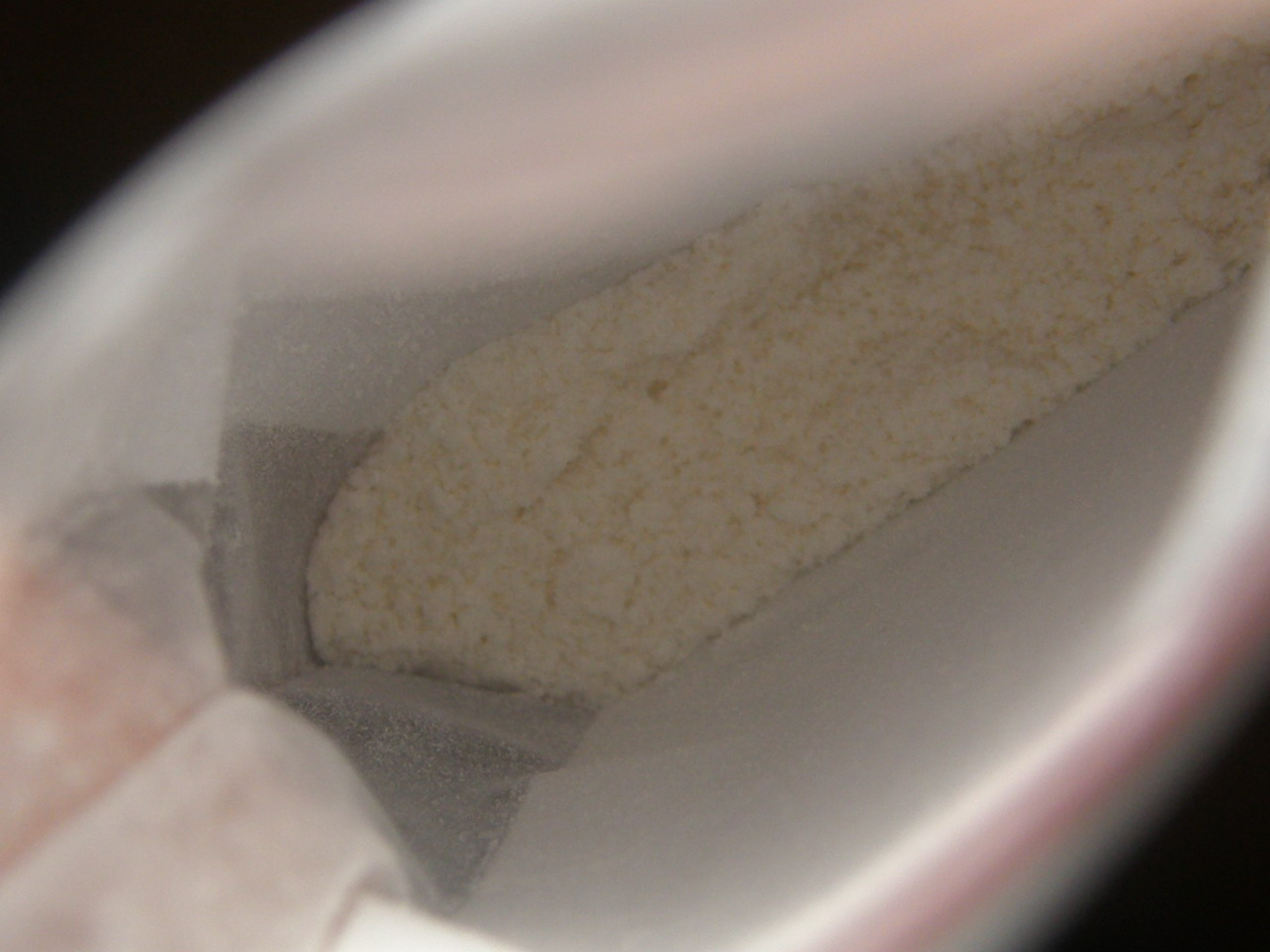
Sachet de poudre de méthoxétamine

- Avant mars 2012, la MXE n'était pas contrôlée par le Royaume-Uni Misuse of Drugs Act[10]. En mars 2012, le ministère de l'Intérieur a visé la méthoxétamine au Conseil consultatif sur l'abus de drogues (ACMD) pour un éventuel recours temporaire de contrôle en vertu des pouvoirs conférés à la réforme de la police et la Loi sur la responsabilité sociale 2011[11],[12]. L'ACMD a rendu son avis le 23 mars, avec le président faisant remarquer que « a preuve démontre que l'utilisation de méthoxétamine peut causer des dommages aux utilisateurs et l'ACMD conseille qu'il devrait faire l'objet d'une ordonnance de médicament de classe A temporaire[13]. » En conséquence le ministère de l'Intérieur a placé la MXE sous classe de médicaments temporaires de contrôle le 28 mars, qui interdit son importation et sa vente pour 12 mois, en vigueur immédiatement[14],[15].

Theresa May commente dans sa réponse à l'ACMD que « la prochaine étape dans ce processus est pour l'ACMD de procéder à une évaluation complète de méthoxétamine pour examen en vue de son contrôle permanent en vertu de la loi de 1971. » Elle poursuit en disant qu'elle espère que l'ACMD le fera dans le cadre de l'examen de la kétamine, « y compris ses analogues » et que cette révision sera achevée « dans les 12 mois à compter de la prise de la commande en cours. »
- La MXE est une substance contrôlée en Russie depuis octobre 2011[16], en Suisse depuis décembre 2011[17], en France depuis août 2013[18].